# لامبورغيني فلاينج ستار 2
لامبورغيني فلاينج ستار II (تسمى أيضًا لامبورغيني 400 جي تي فلاينج ستار 2) (بالإنجليزية: Lamborghini Flying Star II) هي سيارة رياضية صنعها كاروزيريا تورنج سوبرليغيرا في عام 1966 على هيكل لامبورغيني 400 جي تي. كشف النقاب عنها لأول مرة في معرض تورينو للسيارات عام 1966.